# مید ساما!
مید ساما! (به انگلیسی: Maid Sama!)⁪ (ژاپنی: 会長はメイド様! هپبورن: Kaichō wa Meido-sama!, که معنی تحت الحفظی اثر مبصر کلاس ما پیشخدمته می‌شود) مجموعه مانگا نوشته هیرو فوجیوارا است که از دسامبر ۲۰۰۵ تا سپتامبر ۲۰۱۳ در مجله ماهانه شوجو لالا منشتر شد.
همچنین یک انیمه ۲۶ قسمتی به تهیه کنندگی استودیو جی.سی. استاف بین آوریل تا سپتامبر ۲۰۱۰ پخش شد.

## داستان
یک دبیرستان تک جنسیتی پسرانه به دبیرستان مختلط تبدیل می‌شود ولی جمعیت دخترانش همچنان در اقلیت است، یک دانش آموز دختر به نام میساکی آیوزاوا سخت تلاش می‌کند تا مدرسه را به مکانی بهتر برای دختران تبدیل کند. او اعتماد معلمان را جلب می‌کند و در نهایت به اولین رئیس شورای دانش آموزی دختر دبیرستان بدل می‌شود. میساکی به عنوان یک دیکتاتور سخت گیر رفتار می‌کند و در میان پسران به عنوان یک مدیر شیطان صفت مشهور می‌شود. با این حال، علی‌رغم شهرتش، بخاطر بدهی هنگفت پدرش، مجبور می‌شود تا به صورت مخفیانه در یک کافه خدمتکار کند تا از مادر و خواهر کوچکترش هم حمایت کند.
پس از مدتی، راز میساکی توسط پسر محبوب دبیرستان به نام تاکومی اوسوی کشف می‌شود ولی آن را افشا نمی‌کند و مشتری دائمی کافه می‌شود. اوسوی از میساکی خوشش می‌آید و کم‌کم عاشقش می‌شود و…